# Herttuajärvi
Herttuajärvi är en sjö i Finland. Den ligger i kommunen Sotkamo i landskapet Kajanaland, i den centrala delen av landet, 500 km nordost om huvudstaden Helsingfors. Herttuajärvi ligger 159,2 meter över havet. Den är 7,3 meter djup. Arean är 2,29 kvadratkilometer och strandlinjen är 12,71 kilometer lång. Sjön  ingår i Uleälvens huvudavrinningsområde.   Den sträcker sig 2,1 kilometer i nord-sydlig riktning, och 5,7 kilometer i öst-västlig riktning.
I övrigt finns följande vid Herttuajärvi:
- Valkeainen (en sjö)